# 李固
李固（93年—147年），字子堅，漢中郡南鄭縣人，東漢太尉，司徒李郃之子。少有奇表，好學交賢，后数次以恩信平叛，推举良臣。于皇储之争上，两次反对外戚大将军梁冀立幼不立长，被梁冀陷害致死。

## 生平
李固相貌奇特，年輕時便以學問而著名，师事荀淑，而不应朝廷的征辟。
汉顺帝刘保时多有天灾，阳嘉二年（133年），郎顗、卫尉贾建推荐李固。李固上言宦官与外戚之弊，并建议消去乳母宋娥的封土、降外戚梁冀等的官职、谨慎尚书的人选和裁置宦官的数量。当时，馬融、太史张衡并对策。刘保以李固为第一，拜李固议郎，诸宦官皆谢罪。宋娥与宦官作飞章诬陷李固，大司農黄尚、僕射黃瓊替李固求情，李固又得拜议郎，出为广汉郡雒县令。李固自解印绶归家，年中，大将军梁商請其為從事中郎。李固劝告梁商整顿政事后可以功成身退，梁商不听。
永和元年（136年），司空王龚为太尉。宦官诬陷太尉王龚，李固请求梁商施加援手，王龚得以釋罪。十二月，象林人反。
永和二年（137年）五月，日南人反。交阯刺史樊演发九真、交阯兵去救援。七月，九真、交阯士兵不满调度而反。
永和三年（138年），刘保召群臣议事，大臣们建议发荆、揚、兗、豫四州兵。李固反驳，其大意为九真、交阯过于遥远，士兵伤、叛会很多，不如任用良将，使叛者自攻。朝廷依计行事，六月，叛者降。
荆州盗贼经年不能平，于是任用李固为荊州刺史。李固赦其罪过，令其自相招降，半年内平定了荆州。李固推荐前桂陽太守欒巴、長沙太守趙歷、桂陽太守辛巳，又奏江夏太守孔疇、南郡太守為昆、南陽太守高賜等貪污。高賜等人贿赂大将军梁冀，梁冀飞书急救，李固不理，梁冀便徙李固为泰山太守。泰山盗贼数年不定，李固裁減郡兵，以恩信招降，一年内将其平定。
汉安元年（142年）八月，刘保遣八使巡行诸郡。因使者杜喬奏李固郡政为第一，徵李固为將作大匠。李固上书推荐人才，又迁李固为大司農。李固与廷尉吳雄建议罢免先前八使所劾奏的宦官亲属，并考察三府的令史与尚書郎，刘保同意。李固又与光祿勳劉宣建议考察太守，亦被接受。
建康元年（144年）八月，冲帝刘炳即位，年二岁，太后梁妠掌权。李固为太尉，与梁冀录尚书事。
永嘉元年（145年）正月，刘炳崩，徵清河王刘蒜与勃海孝王劉鴻之子刘缵到京师。因为外有盗贼，梁妠打算等待诸侯到京师后再发丧，李固劝说后，梁妠即日发丧。李固以刘蒜年长有德，劝说梁冀立之，梁冀不听。梁妠与梁冀立年八岁的刘缵为帝，梁妠依旧掌权。当时为刘炳选造陵墓，李固建议以汉殇帝时的制度，于刘保陵墓中建其陵，以省役費，获得同意。当时梁妠信任李固，有所听从，但梁冀专政，多与李固有冲突。刘保时，官员多不讲资历，李固曾奏免百余人。被免之人有怨，于是顺梁冀之意作飞章诬陷李固。梁冀请梁妠治其罪，梁妠不听。飞章或为马融所写，但也有不同的意见。
本初元年（146年），梁妠要將妹妹梁女瑩嫁于蠡吾侯刘志，徵其到京師。闰月，梁冀忌惮刘缵聪慧，令近臣下毒，刘缵急召李固，未及多言而崩。李固劾举侍醫，梁冀畏惧自己的阴谋泄露，非常厌恶李固。李固联名司徒胡廣、司空赵戒，写书给梁冀，劝其谨慎选择继位者，说：“悠悠萬事，唯此為大。國之興衰，在此一舉。”梁冀召大臣议。李固、胡廣、赵戒、大鴻臚杜喬皆以刘蒜有贤德且尊亲，当继位。梁冀属意刘志，颇不得意。先前，刘蒜没有对宦官曹騰还礼，得罪了宦官。曹騰夜中去见梁冀，劝说道：“刘蒜严明，不如立刘志，可保富贵。”明日，梁冀言辞激烈，群臣皆服，唯有李固、杜乔坚持意见，梁冀罢会。李固又上书劝说梁冀，梁冀大怒，说梁妠罢免李固。梁妠与梁冀终立刘志为帝，年十五，梁妠掌权。李固知道自己危險，遣三子歸鄉。
建和元年（147年），宦官唐衡、左悺向刘志进谗言，说李固、杜乔认为他不堪帝位，刘志因而怨恨二人。十一月，甘陵人劉文與南郡人劉鮪欲立刘蒜为帝，事发被杀。梁冀因此诬陷李固与其同谋，将其下狱。李固的门生王調、河內人趙承等數十人替李固诉冤，梁妠将其赦免。洛阳人高呼万岁。梁冀害怕，以旧案诬陷李固。马融为梁冀写章，长史吴佑说：“李公之罪，成於卿手。李公即誅，卿何面目見天下之人乎？”郡守奉旨杀害李固，时年五十四。死前，李固给胡廣、趙戒写书，质问其为何顺从梁冀，并预感“漢家衰微，從此始矣。”李固二子，李基、李茲皆死狱中，小子李燮得以逃脱。梁冀将李固曝尸街头，敢收尸者加罪。学生郭亮、董班去守尸，梁妠不加罪，允许其将李固埋葬。李固的弟子整理李固所写的文章，作《德行》一篇。李固之死开启了清流、浊流之争，也为党锢之祸埋下了伏笔。

## 家庭

### 祖父
- 李頡，博士[81]

### 父
- 李郃，司徒[82]

### 子女
- 李基，字憲公，長史[83]
- 李茲，字季公，長史
- 李文姬[84]
- 李燮，河南尹

### 堂弟
- 李歷，字季子，奉車都尉[85]

## 影响
毛泽东推荐江青读李固的《遗黄琼书》，告诫她立身处世“峣峣者易折,皎皎者易污”、“《阳春》之曲，和者必寡；盛名之下，其实难副”，“人贵有自知之明”。

　　江青：

　　可读李固给黄琼书。就思想文章而论，都是一篇好文章。你的职务就是研究国内外动态，这已经是大任务了。此事我对你说了多次，不要说没有工作。此嘱。

　　毛泽东

　　1974年11月20日 

## 延伸阅读
[在维基数据编辑]
 《後漢書·卷63》，出自范晔《後漢書》
 《東觀漢記》